# Buhe (köpinghuvudort i Kina)
Buhe är en köpinghuvudort i Kina. Den ligger i provinsen Hubei, i den centrala delen av landet, omkring 200 kilometer väster om provinshuvudstaden Wuhan. Antalet invånare är 81 365. Befolkningen består av 41 024 kvinnor och 40 341 män. Barn under 15 år utgör 11,0 %, vuxna 15-64 år 78 %, och äldre över 65 år 10,0 %.
Runt Buhe är det tätbefolkat, med 369 invånare per kvadratkilometer. Närmaste större samhälle är Shashi, 2,6 km nordost om Buhe. Trakten runt Buhe består till största delen av jordbruksmark.
Genomsnittlig årsnederbörd är 1 247 millimeter. Den regnigaste månaden är maj, med i genomsnitt 183 mm nederbörd, och den torraste är december, med 19 mm nederbörd.